# 福岡市立若久特別支援学校
福岡市立若久特別支援学校（ふくおかしりつ わかひさとくべつしえんがっこう）は、福岡県福岡市南区若久二丁目3番13号にある知的障害児のための公立特別支援学校。

## 学部
- 小学部
- 中学部
- 高等部

## 沿革
- 1948年（昭和23年）3月 - 福岡市立花畑小学校緑園分校として開設
- 1949年（昭和24年）4月 - 福岡市立三宅中学校緑園分校として開設
- 1957年（昭和32年）5月 - 福岡市立筑紫丘中学校緑園分校となる
- 1957年（昭和32年）9月 - 福岡市立若久小学校緑園分校となる
- 1969年（昭和44年）4月 - 福岡市立大濠養護学校緑園分校となる
- 1975年（昭和50年）4月 - 単独独立し福岡市立若久養護学校に改称
- 1975年（昭和50年）7月 - 現在地に移転
- 1978年（昭和53年）7月 - プール完成
- 1980年（昭和55年）4月 - 体育館完成
- 1982年（昭和57年）4月 - 高等部新設
- 1991年（平成3年）3月 - 新校舎増築
- 2007年（平成19年）4月 - 特別支援教育実施により、福岡市立若久特別支援学校に改称